# Bella ciao
A Bella ciao az egyik leghíresebb olasz baloldali mozgalmi dal, egyben az egyik legismertebb partizándal a világon a Fischia il vento (Fütyül a szél) mellett. Szerzője ismeretlen.
Olaszországban az 1945 utáni népi megújulás kezdetéhez kapcsolódik, majd – a baloldali politikai mozgalmak hatására – világszerte elterjedt.

## Története

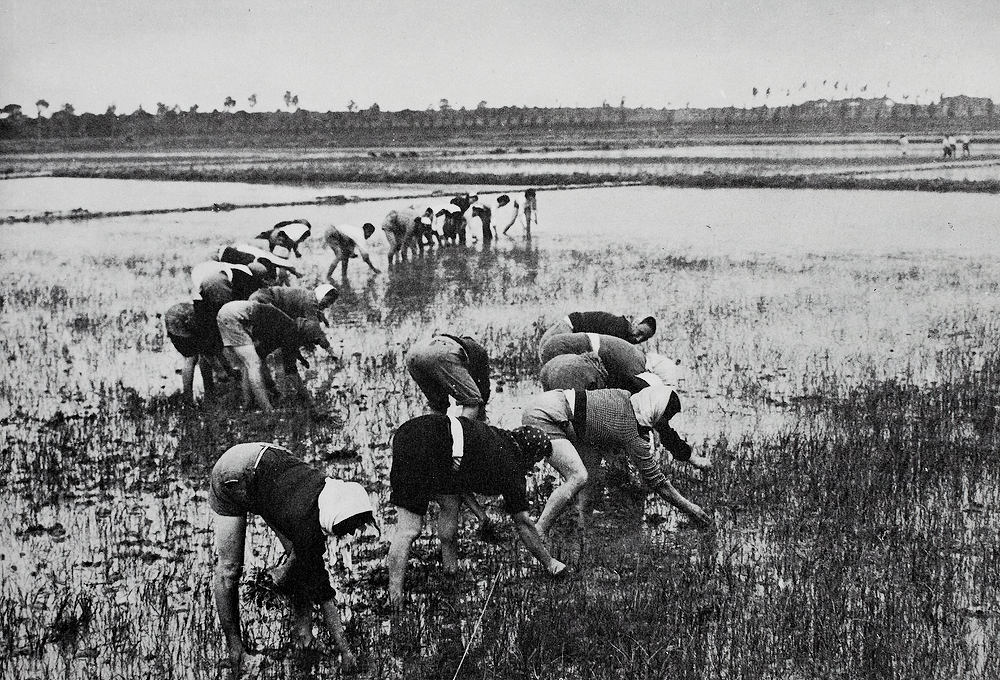
Rizsföldeken dolgozó munkásnők

A zenemű története a Pó-síkságon a rizsföldeken gyomláló (Mondina) asszonyok „Alla mattina appena alzata” kezdetű munkadalával indult. A dal szövege az igazságosság és a szabadság örök törekvését fogalmazta meg.

Alla mattina, appena alzata,
In risaiami tocca andar.
E tra gli insetti e le zanzare
O Bella ciao, bella ciao, bella ciao, ciao, ciao

Részben a munkadalból, részben pedig más dalok formakincsének hatására született meg mai formájában. Mintája az „E picchia picchia alla porticella” és a „Fior di tomba” című olasz ének volt. Dallama alapjául a La ballata della bevanda soporifera című régi gyermekdal szolgált.

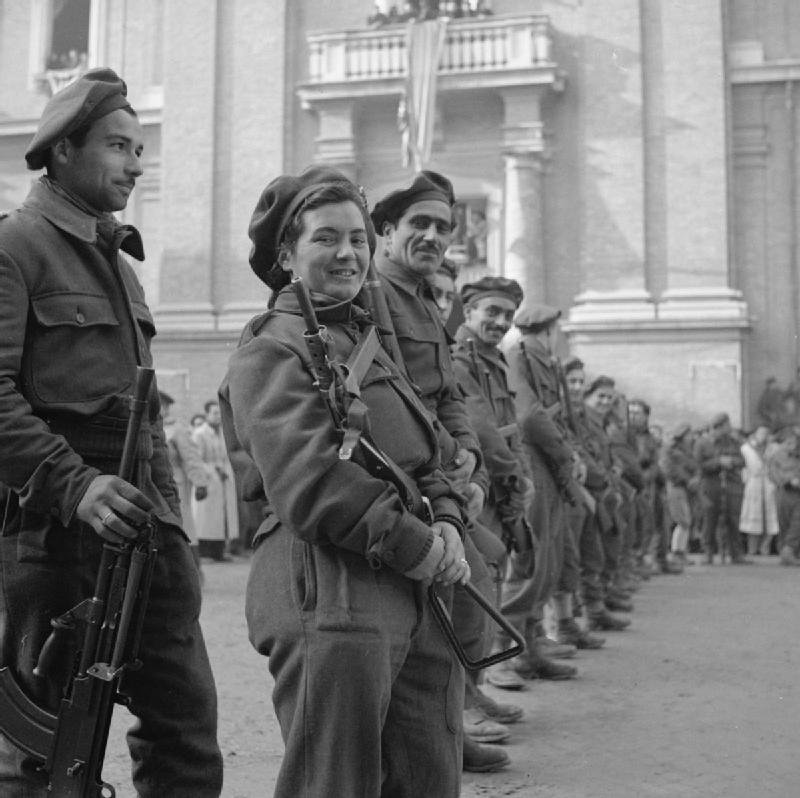
Olasz partizánok (1945)

Egyes zenetudósok szerint a dal melódiájának bizonyos frázisai fellelhetők a „Dus Zekele Koilen” (’A szeneszsák’) című jiddis nyelvű dalban, amely az 1920-as évektől dokumentálható. (A jiddis dal refrénje ezen kívül olyan dallamtöredéket is magában foglal, ami a Bécsi munkásinduló egy zenei gesztusához hasonlít.)
Először 1906-ban, Bologna környékén, Terre d’Acqua  körzetében énekelték a munkáltatók elleni tiltakozó dalként. Szövege az ellenálló munkásnők szabadságharcáról szól. Giuseppe De Santis filmrendező „Keserű rizs” című neorealista filmje (1949) bemutatja a rizsföldek munkavállalóinak méltatlan munkakörülményeit.
A második világháborúban a fasizmus ellen kibontakozó olasz ellenállási mozgalom révén vált híressé.
Antonio Virgilio Savona és Michele Straniero történetírók szerint a Bella ciaót az olaszországi partizánháború alatt kevesek énekelték. A második világháború utáni békés időszakban vált népszerűvé a baloldali harci dal, amikor 1947 nyarán, a Prágában megrendezett első Világ Ifjúsági Demokratikus Fesztiválnak köszönhetően – ahol fiatal emiliai partizánok küldöttsége énekelte – vált ismertebbé. A dalszöveg befejező sorai egy olasz partizántól búcsúzó bajtárs szavai: „…Az ő virága, a partizáné, Ki a szabadságért halt meg.” Ezután a szövegét számos más nyelvre is átültették.

## Eredeti szöveg
A dalt több változatban is éneklik. Az egyes sorok változatai új sorban, zárójelek között találhatók.

### Mondina verzió
Alla mattina, appena alzata,
o bella, ciao! bella, ciao! bella, ciao, ciao, ciao!
Alla mattina, appena alzata,
i risaia mi tocca andar.
E fra gli insetti e le zanzare,
o bella, ciao! bella, ciao! bella, ciao, ciao, ciao!
E fra gli insetti e le zanzare,
duro lavoro mi tocca far.

Il capo in piedi, col suo bastone,
o bella, ciao! bella, ciao! bella, ciao, ciao, ciao!
Il capo in piedi, col suo bastone,
e noi curve a lavorar.
O mamma mia, o che tormento,
o bella, ciao! bella, ciao! bella, ciao, ciao, ciao!
O mamma mia, o che tormento,
io t'invoco ogni doman.
Ed ogni ora che qui passiamo,
o bella, ciao! bella, ciao! bella, ciao, ciao, ciao!
Ed ogni ora che qui passiamo,
noi perdiam na gioventù.
Ma verrà un giorno che tutte quante,
o bella, ciao! bella, ciao! bella, ciao, ciao, ciao!
Ma verrà un giorno che tutte quante,
lavoreremo in libertà.

### Partizán verzió
Una mattina mi sono alzato,
(Stamattina mi sono svegliato)
o bella, ciao! bella, ciao! bella, ciao, ciao, ciao!
Una mattina mi sono alzato,
e ho trovato l'invasor.
O partigiano, portami via,
o bella, ciao! bella, ciao! bella, ciao, ciao, ciao!
O partigiano, portami via,
ché mi sento di morir.
E se io muoio da partigiano,
(E se io muoio sulla montagna)
o bella, ciao! bella, ciao! bella, ciao, ciao, ciao!
E se io muoio da partigiano,
(E se io muoio sulla montagna)
tu mi devi seppellir.
E seppellire lassù in montagna,
(E tu mi devi seppellire)
o bella, ciao! bella, ciao! bella, ciao, ciao, ciao!
E seppellire lassù in montagna,
(E tu mi devi seppellire)
sotto l'ombra di un bel fior.
Tutte le genti che passeranno,
(E tutti quelli che passeranno)
o bella, ciao! bella, ciao! bella, ciao, ciao, ciao!
Tutte le genti che passeranno,
(E tutti quelli che passeranno)
Mi diranno «Che bel fior!»
(E poi diranno «Che bel fior!»)
«È questo il fiore del partigiano»,
(E questo è il fiore del partigiano)
o bella, ciao! bella, ciao! bella, ciao, ciao, ciao!
«È questo il fiore del partigiano,
(E questo è il fiore del partigiano)
morto per la libertà!»

## Magyar szöveg (partizán verzió)
Énekelhető változat. Megírásánál nem a szöveghűség, hanem az énekelhetőség volt az elsődleges szempont.
Eljött a hajnal, elébe mentem,
Ó bella ciao, bella ciao, bella ciao, ciao, ciao,
Eljött a hajnal, elébe mentem,
És rám talált a megszálló.
Ha partizán vagy, vigyél el innen,
Ó bella ciao, bella ciao, bella ciao, ciao, ciao,
Ha partizán vagy, vigyél el innen,
Mert ma érzem, meghalok!
Ha meghalok majd, mint annyi társam,
Ó bella ciao, bella ciao, bella ciao, ciao, ciao,
Ha meghalok majd, mint annyi társam,
Légy te az, ki eltemet.
A hegyvidéken temess el engem,
Ó bella ciao, bella ciao, bella ciao, ciao, ciao,
A hegyvidéken temess el engem,
Legyen virág a síromon.
Az arra járó, ha megcsodálja,
Ó bella ciao, bella ciao, bella ciao, ciao, ciao,
Az arra járó, ha megcsodálja,
Mondja azt, hogy szép virág.
Az ő virága, a partizáné,
Ó bella ciao, bella ciao, bella ciao, ciao, ciao,
Az ő virága, a partizáné,
Ki a szabadságért halt meg.

## Magyar fordítás
Szöveghű változat. A dalt több változatban is éneklik. Az egyes sorok változatai új sorban, zárójelek között találhatók.

### Mondina verzió
Minden reggel, miután felébredek
Ó Minden jót Kedvesem, Minden jót Kedvesem, Minden jót Kedvesem! Viszlát!
Minden reggel, miután felébredek
El kell mennem a rizsföldekre
Ott a rovarok és szúnyogok között
Ó Minden jót Kedvesem, Minden jót Kedvesem, Minden jót Kedvesem! Viszlát!
Ott a rovarok és szúnyogok között
Kemény munkát kell végeznem
A főnök pálcával int
Ó Minden jót Kedvesem, Minden jót Kedvesem, Minden jót Kedvesem! Viszlát!
A főnök pálcával int
És mi elhajolva dolgozunk
Ó, anyám, micsoda gyötrelem
Ó Minden jót Kedvesem, Minden jót Kedvesem, Minden jót Kedvesem! Viszlát!
Ó, anyám, micsoda gyötrelem
Minden nap hozzád kiáltom
És minden nappal, amit ott töltünk
Ó Minden jót Kedvesem, Minden jót Kedvesem, Minden jót Kedvesem! Viszlát!
És minden nappal, amit ott töltünk
Veszítünk fiatalságunkból
De eljön még a nap, mikor mind
Ó Minden jót Kedvesem, Minden jót Kedvesem, Minden jót Kedvesem! Viszlát!
De eljön még a nap, mikor mind
Szabadon fogunk dolgozni

### Partizán verzió
Egy reggel felébredtem
Ó Minden jót Kedvesem, Minden jót Kedvesem, Minden jót Kedvesem! Viszlát!
Egy reggel felébredtem
És a megszállókat itt találtam
Ó partizán vigyél el engem
Ó Minden jót Kedvesem, Minden jót Kedvesem, Minden jót Kedvesem! Viszlát!
Ó partizán vigyél el engem
Mert érzem a halál közelít
És ha partizánként halok meg
(És ha a hegyek között halok meg)
Ó Minden jót Kedvesem, Minden jót Kedvesem, Minden jót Kedvesem! Viszlát!
És ha partizánként halok meg
(És ha a hegyek között halok meg)
Te kell, hogy eltemess
Fenn a hegyek közt temess el
(És el kell majd temetned)
Ó Minden jót Kedvesem, Minden jót Kedvesem, Minden jót Kedvesem! Viszlát!
Fenn a hegyek közt temess el
(És el kell majd temetned)
Egy szép virág árnyéka alá
És az emberek kik arra járnak
(És mind azok kik arra járnak)
Ó Minden jót Kedvesem, Minden jót Kedvesem, Minden jót Kedvesem! Viszlát!
És az emberek kik arra járnak
(És mind azok kik arra járnak)
Mondják majd nekem: "milyen szép virág"
(Azt mondják majd: "milyen szép virág")
"Ez a virág a partizáné
(Ez a partizán virága)
Ó Minden jót Kedvesem, Minden jót Kedvesem, Minden jót Kedvesem! Viszlát!
Ez a virág a partizáné
(Ez a partizán virága)
Aki a szabadságért halt meg"

## Híres felvételek
- Giovanna Daffini  „Alla mattina appena alzata Testo”, youtube.com[24][25]
- Yves Montand, youtube.com
- Milva, youtube.com[26]
- Goran Bregović, youtube.com
- Mishka Ziganoff Bella ciao - melodia di origine yiddish?, youtube.com
- Russian Red Army Chorus - Bella Ciao , youtube.com
- Firas Khnaisser, soundcloud.com
- Hardwell & Maddix
- Pink Martini

## Fordítás
- Ez a szócikk részben vagy egészben  a   Bella ciao című olasz Wikipédia-szócikk ezen változatának fordításán alapul.  Az eredeti cikk szerkesztőit annak laptörténete sorolja fel. Ez a jelzés csupán a megfogalmazás eredetét és a szerzői jogokat jelzi, nem szolgál a cikkben szereplő információk forrásmegjelöléseként.